# Kuutsemägi
Kuutsemägi är en kulle i Estland.   Den ligger i landskapet Valgamaa, i den södra delen av landet, 180 km sydost om huvudstaden Tallinn. Toppen på Kuutsemägi är 223 meter över havet. Kuutsemägi ingår i Otepää Kõrgustik.
Terrängen runt Kuutsemägi är huvudsakligen platt. Runt Kuutsemägi är det glesbefolkat, med 10 invånare per kvadratkilometer. Närmaste större samhälle är Otepää, 10,5 km öster om Kuutsemägi. Omgivningarna runt Kuutsemägi är en mosaik av jordbruksmark och naturlig växtlighet.